# Heikki Hasu
Heikki Hasu, född 21 mars 1926 i Sippola, död 5 april 2025, var en finländsk politiker och längdskidåkare som tävlade under 1940- och 1950-talen. 
Han vann ett guld i nordisk kombination vid olympiska vinterspelen i St. Moritz 1952 och två medaljer vid olympiska vinterspelen i Oslo 1952: guld i stafett och silver i nordisk kombination. 1952 blev Hasu den förste finländare att tilldelas Holmenkollenmedaljen.